# Уманський гуманітарно-педагогічний коледж імені Тараса Шевченка
Комунальний заклад «Уманський гуманітарно-педагогічний фаховий коледж ім. Т. Г. Шевченка Черкаської обласної ради» — заклад вищої освіти І—ІІ рівнів акредитації, розташований у місті Умань Черкаської області.

## Історія
У 1908 році заснований як чотирикласне училище. При ньому відкрито дворічні курси для підготовки вчителів початкових училищ. 
У 1923 році навчальний заклад реорганізовано у вищі трирічні педагогічні курси, у 1924 році — в педагогічний технікум, основним завданням якого залишалася підготовка вчителів початкової школи. У 1930 році у технікумі відкрито відділення підготовки вихователів для дитячих садків та дитячих будинків.
У 1930 році відкрито відділення підготовки вихователів для дитячих садків та дитячих будинків.
З 1937 року заклад діяв як педагогічне училище.
У 1957 році було призупинено підготовку вчителів початкових класів і відкрито музичне відділення для підготовки музичних керівників та вчителів музики.
У 2002 році заклад отримав ліцензію на підготовку молодших спеціалістів соціальної педагогіки.
У липні 2005 року за рішенням Головного управління освіти і науки Черкаської облдержадміністрації від 04.07.2005 р. №233 Уманське педагогічне училище імені Т.Г. Шевченка реорганізовано в Уманський гуманітарно-педагогічний коледж імені Т.Г. Шевченка.
У 2018 році коледж розпочинає надання освітніх послуг із підготовки спеціалістів освітнього ступеня бакалавр із ряду спеціальностей.

## Структура
- Відділення дошкільної і початкової освіти;
- Відділення соціальної та спеціальної освіти;
- Відділення музичного мистецтва;
- Заочне відділення.[2]

## Діяльність
Коледж здійснює підготовку спеціалістів за такими напрямками та спеціальностями:
- «вчитель з дошкільного виховання», «вчитель з початкової освіти» та додаткових кваліфікацій: «вчитель англійської мови у дошкільних закладах», «вчитель з початкової освіти», «організатор фізичного виховання», «організатор образотворчої діяльності дітей», «вихователь логопедичних груп», «керівник хореографічного колективу дітей дошкільного віку», «вчитель інформатики», «вчитель англійської мови», «педагог-організатор».[3]
- «Соціальний педагог» та додаткових кваліфікацій: «практичний психолог», «керівник фізичного виховання», «фахівець із соціально-правового захисту неповнолітніх», «соціальний педагог».[4]
- «вчитель музичного мистецтва, музичний керівник» та додаткових кваліфікацій: «співак естрадного або академічного жанру», «організатор культурно-дозвіллєвої діяльності», «інструментальне виконавство».[5]